# Firth of Fifth
«Firth Of Fifth» (en castellano "Fiordo Del Quinto") es una canción del grupo inglés Genesis, grabada en 1973 para su quinto álbum de estudio,  Selling England By The Pound. Es la número 3 en el álbum y su título es un juego de palabras acerca del estuario en el río Forth en Escocia, comúnmente llamado Firth Of Forth (en castellano el "Fiordo de Forth").
La canción comienza con una virtuosa introducción de piano clásico por Tony Banks antes de cambiar a un tempo lento para la primera sección de la letra, con una consistente batería y una órgano majestuoso. Luego continúa con una suave melodía en flauta y una instrumentación que se equipara con la introducción de piano. Posteriormente sigue con un solo de guitarra por Steve Hackett que interpreta la melodía de flauta para concluir con una corta sección de letra y nuevamente el piano de Banks. Aunque "Firth of Fifth" se le acredita a toda la banda, Tony Banks afirmaría posteriormente que la mayor parte de la música fue desarrollada a partir de sus propias ideas (la flauta y el solo de guitarra son interpretaciones de una melodía que Banks escribió en el piano).
Con sus nueve minutos de duración, es una de las canciones más solemnes de Genesis. Las primeras líneas de la canción dicen "El sendero está despejado, aunque ningún ojo pueda ver", lo que parece resumir la totalidad de la letra de la canción. Se convirtió en favorita, principalmente por el solo de guitarra de Steve Hackett en la sección instrumental, posiblemente uno de los mejores que se haya realizado utilizando el pedal de volumen. Este solo, acompañado por una batería potente, un bajo enérgico y el melotrón, dio a la canción su alma y constituyó el clímax emocional en muchos conciertos de Genesis.
"Firth Of Fifth" permaneció en el repertorio de canciones de los conciertos del grupo por muchos años, incluso tras el alejamiento de Peter Gabriel de la banda, para prácticamente desaparecer luego de la partida de Steve Hackett en 1977 (haciendo un notable regreso durante el concierto de reunión en 1982). La sección instrumental (tocada por Daryl Stuermer) se convirtió en un medley durante la gira de We Can't Dance en 1992, así como en la última gira de 2007, "Firth of Fifth" continuó siendo incluida en el repertorio de Genesis, pero en las posteriores giras del grupo, la introducción en piano de Banks no ha sido incluida en las actuaciones en vivo de la canción , luego de un concierto de 1974 en el teatro "Drury Lane", cuando Banks estropeó la introducción y Collins tuvo que cubrirlo simplemente iniciando la canción luego de la introducción arruinada. El hecho de que la introducción no haya sido incluida en las posteriores actuaciones en vivo, continúa decepcionando a muchos fanes del grupo. 

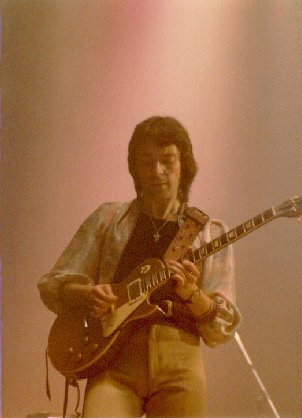
Steve Hackett tocando con Genesis en enero de 1977, en el City Hall, Newcastle

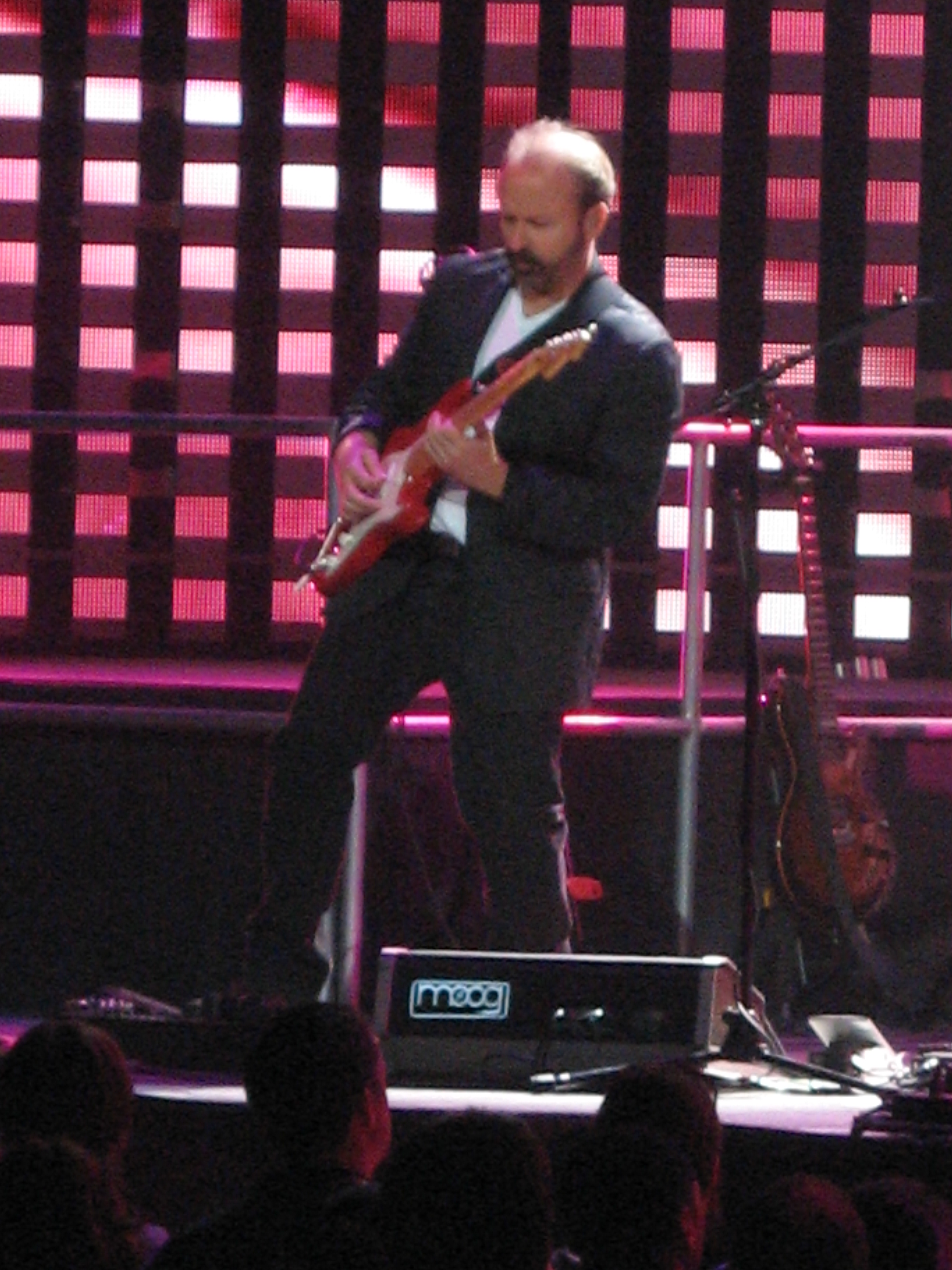
Daryl Stuermer tocando el solo de guitarra en "Firth of Fifth" en vivo en la gira de 2007

Hackett también ha interpretado la misma sección en medleys a lo largo de su carrera como solista y grabó una versión en su álbum "Genesis Revisited", desplazando el clímax musical al insertarle un interludio de guitarra clásica y un puente orquestal. La versión en vivo con Phil Collins haciendo las partes vocales, fue lanzada por primera vez en 1977, en el álbum doble de Genesis llamado Seconds Out. Posteriormente se incluyó una versión en vivo (grabada durante un concierto de 1973) con Gabriel haciendo las partes vocales en el álbum de colección del año 1998, llamado Genesis Archive 1967-75. También aparece la misma versión de estudio en su segundo álbum compilatorio "The Platinum Collection".
Peter Gabriel solía contar, en el escenario, una historia antes de la interpretación de la canción. La historia hablaba de un grupo de viajeros que están muriendo de sed y se encuentran con un grupo de cadáveres. Debido a que el cuerpo humano está compuesto del 75% de agua, comienzan a saltar sobre los cadáveres para tratar de extraerles el agua por la boca. Sin embargo, pronto se dan cuenta de que gastan más energía al intentar extraer el agua de los cuerpos de la que pueden recibir. Un escocés que se encuentra en el grupo es el que se da cuenta de esto al dejar de saltar sobre el quinto cuerpo, al llamar "Fiordo" a la boca, precisamente por ser escocés. Así llegamos al "Fiordo del Quinto cuerpo", aunque esta historia no parece tener relación con la letra de la canción.
El significado de esta letra aún sigue siendo objeto de discusión entre los seguidores del grupo. Tony Banks habló sobre las mismas en una entrevista: "Mike (Rutherford) y yo comenzamos a escribir una letra muy simple acerca de un río, luego el río se convirtió en algo más que eso, un río de vida. Es un poco alegórico, y no creo que sea nuestra letra más exitosa. Siempre he estado un poco decepcionado con la letra por eso". Por otra parte, en el libro de Armando Gallo también opina: "De hecho, la letra de Firth Of Fifth... es una de las peores letras con la que he estado involucrado. No es sólo una cuestión de ser oscuro, realmente no creo que tenga algo interesante."
Varias introducciones fueron utilizadas para esta canción durante los conciertos en vivo:
- Teatro Rainbow, Londres, 1973: Peter Gabriel – "Había en el valle cinco ríos; a esta desembocadura, o fiordo, de los cinco que ahora les presentamos..."
- Earl's Court, Londres, 1977: Phil Collins – "Es una corta canción acerca de un río..."

Un hecho que puede resultar desconcertante es que la letra hace referencia a personajes mitológicos del agua, tales como Neptuno u Ondina. Los integrantes del grupo que estudiaron en el colegio Charterhouse, tuvieron una cuidada educación acerca de historia y mitología, y la utilizaron ampliamente en sus canciones, a diferencia de otros grupos de rock progresivo de la época (como Yes o King Crimson) que basaban sus letras principalmente en el misticismo. Las referencias mitológicas hacen que se trate de una canción muy intrigante.
La última línea al final de la letra dicen "el río de constante cambio". Una de las muchas referencias clásicas de Genesis, hace alusión a la frase de Heráclito: 'Ningún hombre puede bañarse dos veces en el mismo río'.